# Germán Martellotto
Germán Ricardo Martellotto (Calchin, Argentina 16 de noviembre de 1962) es un exfutbolista argentino que jugó como volante ofensivo o enganche. 

## Trayectoria
Martellotto inició su carrera como futbolista en Belgrano de Córdoba, donde jugó tanto en la Primera División como en la Segunda. También tuvo un paso destacado por Rosario Central, pero fue en Deportivo Español donde alcanzó su mayor nivel, club en el que jugó en dos etapas y donde culminó su carrera después de una exitosa experiencia en el fútbol mexicano.
En México, Martellotto encontró su verdadera consagración, jugando en equipos de gran renombre como Monterrey, donde se ganó el cariño de la afición, y en el América, con el que brilló durante dos años. También tuvo un paso por Pachuca, y se lo considera uno de los mejores futbolistas argentinos en tierras mexicanas durante principios de la década de 1990.
En el plano internacional, fue convocado por Alfio Basile para disputar un partido con la Selección Argentina en 1991, ante Inglaterra en Wembley. A pesar de no tener una carrera internacional más extensa, su talento fue ampliamente reconocido, tanto en Argentina como en México y en Colombia.

## Clubes
| Club              | País      | Año       |
| ----------------- | --------- | --------- |
| Belgrano          | Argentina | 1983-1984 |
| Rosario Central   | Argentina | 1985      |
| Belgrano          | Argentina | 1986-1987 |
| Deportivo Español | Argentina | 1988      |
| Deportivo Cali    | Colombia  | 1989      |
| Monterrey         | México    | 1989-1992 |
| America           | México    | 1992-1995 |
| Belgrano          | Argentina | 1996      |
| Pachuca           | México    | 1996-1997 |
| Deportivo Español | Argentina | 1997      |

## Palmarés

### Torneos locales
| Título                    | Club                | Pais      | Año        |
| ------------------------- | ------------------- | --------- | ---------- |
| Campeonato Provincial ACF | Belgrano de Córdoba | Argentina | 1983, 1984 |
| Liga Cordobesa de Fútbol  | Belgrano de Córdoba | Argentina | 1984       |

### Torneos nacionales
| Título          | Club                | País      | Año  |
| --------------- | ------------------- | --------- | ---- |
| Torneo Regional | Belgrano de Córdoba | Argentina | 1986 |

### Torneos internacionales
| Título                           | Club    | Pais   | Año  |
| -------------------------------- | ------- | ------ | ---- |
| Liga de Campeones de la Concacaf | America | México | 1992 |